# 垣内古墳
垣内古墳（かいちこふん、園部垣内古墳）は、京都府南丹市園部町内林町にあった古墳。形状は前方後円墳。出土品は国の重要文化財に指定されている。
古墳時代前期では口丹波で最大規模の古墳であったが、現在では墳丘は失われている。

## 概要
| 古墳名   | 形状       | 規模 | 築造時期    | 史跡           |
| -------- | ---------- | ---- | ----------- | -------------- |
| 黒田古墳 | 前方後円墳 | 52m  | 3c前半-中葉 | 京都府指定史跡 |
| 中畷古墳 | 前方後方墳 | 75m  | 4c前半      | なし           |
| 垣内古墳 | 前方後円墳 | 82m  | 4c後半      | （消滅）       |

園部市街地の北部、丘陵先端部を切断して築造された古墳である。1972年（昭和47年）の道路拡幅工事の際に大量の鉄滓が出土したことから発見され、同年に発掘調査が実施されたのち削平された。その後、2004年度（平成16年度）に周濠部分の調査が実施されている。
墳形は前方後円形で、前方部を東方向に向けた。墳丘外表では葺石状の石のほか、円筒埴輪・形象埴輪が検出されている。墳丘周囲には周濠が巡らされており、後円部側で約10メートル、前方部側で約12メートルを測る。また特殊な遺構として、南東の周濠から外堤にかけての部分に掘り残された島状施設が認められている。埋葬施設は粘土槨で、後円部において墳丘主軸と平行に東西方向に向ける。長さ7メートル・幅1.5メートルを測り、内部に刳抜式割竹形木棺（長さ6.4メートル）が据えられた。被葬者は1人と見られるが、性別は明らかとしない。棺内からは三角縁神獣鏡2面を含む銅鏡類や玉類など大量の副葬品が検出されている。
築造時期は、古墳時代前期の4世紀後半頃と推定される。口丹波では黒田古墳（南丹市園部町黒田）・中畷古墳（園部町上木崎町）に後続する首長墓に位置づけられる。三角縁神獣鏡・仏獣鏡の同型関係から、当地の首長とヤマト王権との関係を示唆する点で重要視される古墳になる。
出土品は1990年（平成2年）に国の重要文化財に指定されている。

## 遺跡歴
- 1972年（昭和47年）、京都府道19号園部平屋線拡幅工事に伴う発見、第1次発掘調査。調査後削平（森浩一ら同志社大学文学部、1990年に報告書刊行）[1]。
- 1975年（昭和50年）5月15日、出土品が「園部垣内古墳出土品」として京都府指定有形文化財に指定[7]。
- 1990年（平成2年）6月29日、出土品が「京都府垣内古墳出土品」として国の重要文化財に指定[6]。
- 2004年度（平成16年度）、第2次発掘調査（園部町教育委員会、2005年に概要報告）[2]。

## 墳丘

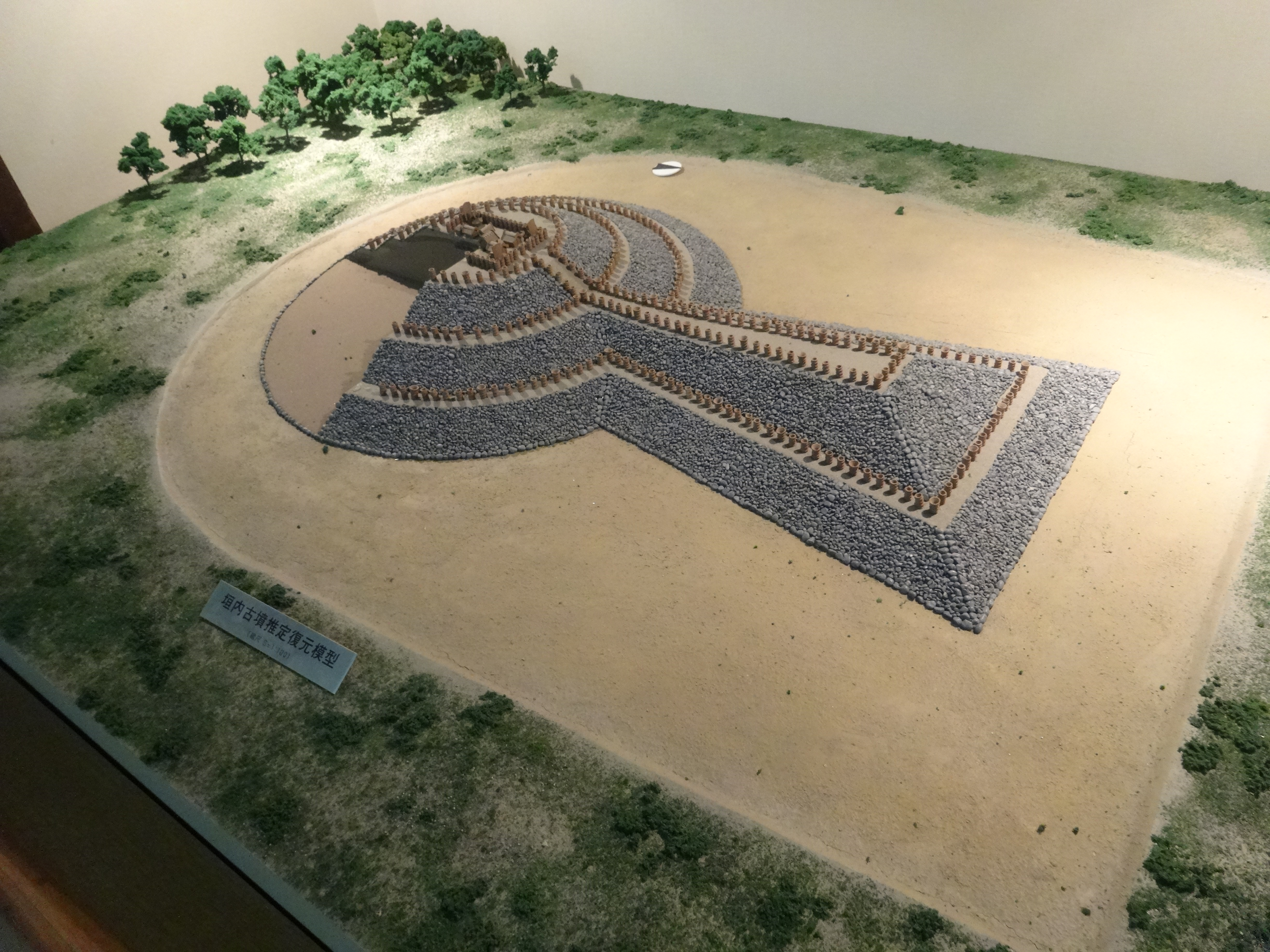
復元模型南丹市立文化博物館展示。

墳丘の規模は次の通り（1972年（昭和47年）の発掘調査時点、非現存）。
- 墳丘長：82メートル（資料によっては84メートル[4][2]）
- 後円部
  - 直径：50メートル
  - 高さ：5.5メートル
- 前方部
  - 幅：30メートル
  - 高さ：3メートル

元々の墳丘は、八幡神社前の交差点が概ねくびれ部の位置になる。墳丘上に設置された埴輪は前方部では検出されておらず、後円部にのみ置かれた可能性が指摘される。

## 出土品
発掘調査で検出された主な副葬品は次の通り。
- 銅鏡 6面
  - 三角縁神獣鏡 2面 - 1面は奈良県の新沢500号墳の出土鏡と同型[6]。
  - 三角縁仏獣鏡 1面 - 京都府百々池古墳・寺戸大塚古墳の出土鏡と同型[6]。
- 玉類（硬玉勾玉・碧玉管玉等） 129箇
- 碧玉車輪石 9箇
- 碧玉石釧 3箇
- 碧玉鏃 17本
- 刀剣類 98口
- 鉄短甲
- 銅鏃・鉄鏃
- 鉄斧など工具類

## 文化財

### 重要文化財（国指定）
- 京都府垣内古墳出土品 一括（考古資料） - 明細は後出。南丹市立文化博物館保管。1990年（平成2年）6月29日指定[6]。

- 銅鏡
  - 三角縁神獣鏡 2面
  - 三角縁仏獣鏡 1面
  - 四獣鏡 1面
  - 画像鏡 1面
  - 盤龍鏡 1面
- 玉類
  - 硬玉勾玉 2箇
  - 碧玉勾玉 2箇
  - 碧玉管玉 125箇
- 碧玉車輪石 9箇
- 碧玉石釧 3箇
- 碧玉鏃 17本
- 銅鏃（残欠共） 一括
- 刀剣類
  - 鉄刀（残欠共） 23口
  - 鉄剣（残欠共） 50口
  - 鉄槍（残欠共） 23口
- 鉄短甲 1領分
- 鉄鏃（残欠共） 一括
- 工具類
  - 鉄斧 2箇
  - 鉄鉇残欠 一括
  - 刀子残欠 一括
  - 鉄刺突具（残欠共） 15本
  - 鉄鑿（残欠共） 17本
- 鉄鎌残欠 8箇
- 鉄鍬残欠 4箇
- 隅丸長方形鉄板 2枚
- （附指定）埴輪（残欠共） 一括

## 関連施設
- 南丹市立文化博物館（南丹市園部町小桜町） - 垣内古墳の復元模型・出土品を保管・展示。

## 関連文献
（記事執筆に使用していない関連文献）
- 『図説 園部の歴史（園部町史通史編）』園部町教育委員会、2005年。